# Miguel Artola
Pour les articles homonymes, voir Gallego.
Miguel Artola Gallego (né à Saint-Sébastien le 12 juillet 1923 et mort à Madrid le 26 mai 2020) est un historien et un intellectuel espagnol.

## Biographie
Licencié d'histoire en 1945, doctorat en philosophie et lettres par l'université centrale de Madrid en 1949. 

### Famille
Miguel Artola Gallego épouse Concha Menéndez et aura quatre enfants : Concha, Sara, Miguel et Ricardo.

## Distinctions
- Docteur honoris causa de l'université du Pays basque en 1989.
- Prix Premio Príncipe de Asturias de Ciencias Sociales en 1991.
- Docteur honoris causa de l'université de Salamanque en 1992.
- Prix prix national d'histoire de l'Espagne en 1992 pour Encyclopédie d'histoire espagnole.
- Médaille de l'université autonome de Madrid en 1993.
- Grand-croix de l'ordre d'Alphonse X le Sage en 1996.
- Prix « Eusko Ikaskuntza-Caja Laboral de Humanidades, Cultura, Artes y Ciencias Sociales » en 2000.
- Prix « Nacional de Humanidades Lorenzana » en 2008.

## Publications
- Partidos y programas políticos Alianza Editorial, S.A.  (ISBN 84-206-9699-4) [Œuvre complète]
- Enciclopedia de historia de España Alianza Editorial, S.A.  (ISBN 84-206-5294-6) [Œuvre complète]
- Historia de España Alianza Editorial, S.A.  (ISBN 84-206-9573-4) [Œuvre complète]
- La burguesía revolucionaria (1808-1874) Alianza Editorial, S.A., 2001.  (ISBN 84-206-4251-7) [Volume 5]
- La España de Fernando VII: la guerra de la Independencia y los orígenes del régimen constitucional Espasa-Calpe, S.A., 1999.  (ISBN 84-239-4980-X) [Volume 32]
- Los afrancesados Alianza Editorial, S.A., 1989.  (ISBN 84-206-2604-X)
- Antiguo régimen y revolución liberal Editorial Ariel, S.A., 1991.  (ISBN 84-344-6512-4)
- Los derechos del hombre Alianza Editorial, S.A., 1987.  (ISBN 84-206-0216-7)
- Los Ferrocarriles en España 1844-1943 Banco de España, 1978.  (ISBN 84-500-2605-9)
- La hacienda del Antiguo Régimen Alianza Editorial, S.A., 1982.  (ISBN 84-206-8042-7)
- La hacienda del siglo XIX: progresistas y moderados Alianza Editorial, S.A., 1986.  (ISBN 84-206-2465-9)
- Latifundio Propiedad y Explotación. Siglo XVIII Ministerio de Agricultura, Pesca y Alimentación. Centro de Publicaciones, 1978.  (ISBN 84-7479-002-6)
- El modelo constitucional Español del siglo XIX Fundación Juan March, 1979.  (ISBN 84-7075-111-5)
- Los Orígenes de la España contemporánea (Tomo 1) Centro de Estudios Políticos y Constitucionales, 1975.  (ISBN 84-259-0428-5)
- Los Orígenes de la España contemporánea (Tomo 2) Centro de Estudios Políticos y Constitucionales, 1975.  (ISBN 84-259-0580-X)
- Partidos y programas políticos (1808-1936). (Tomo 1) Aguilar, S.A. d'Ediciones-Grupo Santillana, 1977.  (ISBN 84-03-12057-5)
- Partidos y programas políticos (1808-1936). (Tomo 2) Aguilar, S.A. d'Ediciones-Grupo Santillana, 1977.  (ISBN 84-03-12074-5)
- Textos fundamentales para la Historia Alianza Editorial, S.A., 1992.  (ISBN 84-206-8009-5)
- La España de Fernando VII Espasa-Calpe, S.A., 1999.  (ISBN 84-239-9742-1)
- La monarquía de España Alianza Editorial, S.A., 1999.  (ISBN 84-206-8195-4)
- Vidas en tiempo de crisis Real Academia de la Historia, 1999.  (ISBN 84-89512-35-3)
- Los orígenes de la España contemporánea Centro de Estudios Políticos y Constitucionales.  (ISBN 84-259-1130-3) [Œuvre complète]
- Las Cortes de Cádiz Marcial Pons, Ediciones de Historia, S.A., 2003.  (ISBN 84-95379-51-1)